# Nagytilaj
Nagytilaj (vyslovováno [naďtilaj]) je vesnice v Maďarsku v župě Vas, spadající pod okres Vasvár. Nachází se asi 18 km jihovýchodně od Vasváru. V roce 2015 zde žilo 116 obyvatel. Dle údajů z roku 2011 tvoří 97,9 % obyvatelstva Maďaři, 9,1 % Němci, 3,5 % Romové, 0,7 % Rumuni a 0,7 % Arméni, přičemž 1,4 % obyvatel se k národnosti nevyjádřilo.
Nagytilaj leží na silnici 7385. Sousedními vesnicemi jsou Bérbaltavár a Pókaszepetk.